# WASP-17b

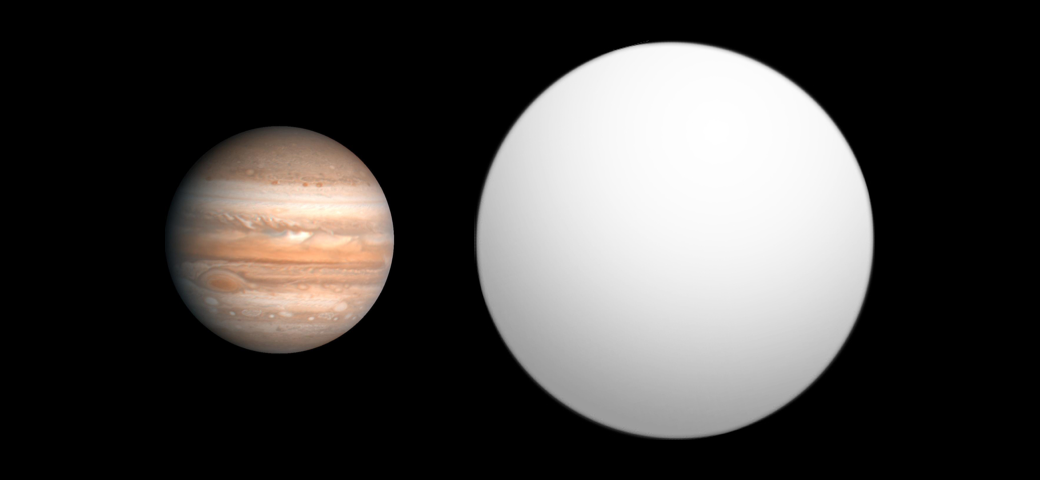
Comparação do tamanho de WASP-17b (à direita) com Júpiter (à esquerda).

WASP-17b é um planeta extrassolar que orbita em torno da WASP-17, uma estrela do tipo F da sequência principal localizada a cerca de 1.000 anos-luz de distância a partir da Terra, na constelação de Scorpius. Sua descoberta foi anunciada em 11 de agosto de 2009. É o primeiro planeta descoberto a ter uma órbita retrógrada, o que significa que orbita em uma direção contrária da rotação de sua estrela. Esta descoberta desafiou a teoria de formação planetária tradicional. Em termos de diâmetro, WASP-17b pode ser o maior exoplaneta já descoberto, apesar dele ter só metade da massa de Júpiter, isso o torna e um planeta inchado. Em 3 de dezembro de 2013, cientistas que trabalham com o Telescópio Espacial Hubble relataram a detecção de água na atmosfera desse exoplaneta.
O planeta foi descoberto pelo projeto SuperWASP, daí o nome.